# Giacomo Setaccioli
Giacomo Setaccioli   (Tarquínia, 8 de desembre de 1868 - Siena, 3 de desembre de 1925) va ser un compositor italià.

## Biografia
Va estudiar flauta al Conservatori de Santa Cecilia de Roma i va ser estudiant de composició de Cesare De Sanctis. Després de graduar-se el 1893, va començar la seva carrera com a compositor.
La seva primera òpera, L'ultimo degli Abenceagi va cridar l'atenció del tenor Roberto Stagno i de la soprano Gemma Bellincioni. També van cantar a l'estrena de la seva segona òpera La sorella di Mark (1896) al Teatre Costanzi de Roma.
El 1898 va guanyar el primer premi en un concurs organitzat per l'Accademia di Santa Cecilia amb la seva Obertura de Concert. El 1903 va completar l'òpera Adriana Lecouvreur amb llibret d'Enrico Golisciani. Aquesta òpera mai es va representar després de la mort de l'empresari Stagno (1897) que l'havia encarregat.
Va ser professor a l'Accademia di Santa Cecilia i crític musical. Entre els seus alumnes cal recordar el director del cor Fidelio Finzi. L'òpera Il mantellaccio amb llibret de Sem Benelli va romandre inèdita. Moltes de les seves composicions, inclosa una simfonia, s'han perdut.

## Obres
- L'últim dels Abenceagi, òpera
- La germana de Mark, òpera, llibret d'Enrico Golisciani 1896
- Obertura de concert, 1898
- Adriana Lecouvreur, obra 1903
- La capa, treball
- Simfonia
- Poema dramàtic per a violí i piano, 1923
- Cap per a dos oboès, dos clarinets, dues flautes, dos fagots i corn
- Suite per a orquestra de corda
- Poema simfònic per a gran orquestra
- Sonata per a clarinet
- Quartet per a cordes
- Allegro del Concert per a piano i orquestra